# E-textiles

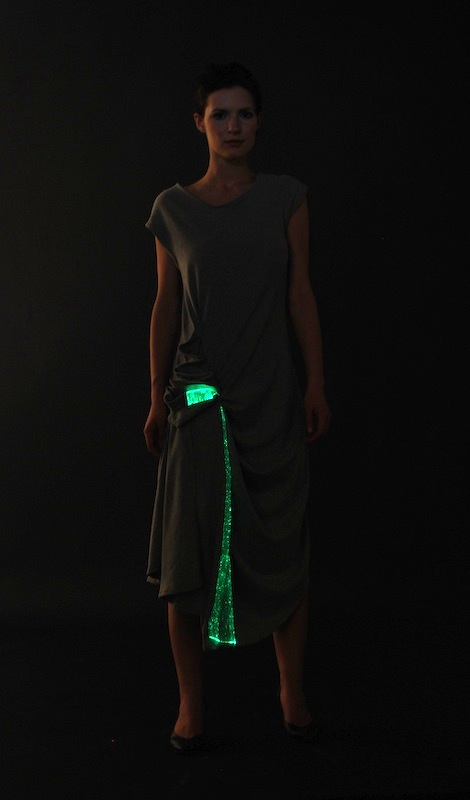
LEDs y fibras ópticas integradas en la moda.

Los tejidos electrónicos, textiles electrónicos, prendas textrónicas o e-textiles (a menudo confundidos con los tejidos inteligentes) son tejidos que permiten integrar componentes digitales, como una batería y una luz (incluidas pequeñas computadoras), y componentes electrónicos. Los «tejidos inteligentes» son tejidos que han sido desarrollados gracias a las nuevas tecnologías que aportan un valor añadido al usuario. Pailes-Friedman, del Instituto Pratt, afirma que «lo que hace que los tejidos inteligentes sean revolucionarios es que tienen la capacidad de hacer muchas cosas que los tejidos tradicionales no pueden,  como comunicarse, transformarse, conducir la energía e incluso crecer».
Estos tejidos se pueden dividir en dos categorías diferentes: estéticos y de mejora del rendimiento. Los ejemplos estéticos incluyen tejidos que se iluminan y telas que pueden cambiar de color. Algunos de estos tejidos recogen energía del medio ambiente al captar las vibraciones, los sonidos o el calor, reaccionando a estos estímulos. El esquema de iluminación y cambio de color también puede funcionar mediante la incrustación de componentes electrónicos en el tejido como fuente de alimentación. Los tejidos inteligentes de mejora del rendimiento han sido diseñados para su uso en actividades deportivas, en deportes extremos y para usos militares. Entre estos se incluyen los tejidos diseñados para regular la temperatura corporal, reducir la resistencia al viento y controlar la vibración muscular, todo aquello que permite mejorar el rendimiento deportivo. Otros tejidos han sido diseñados para crear ropa protectora, para protegerse de los peligros ambientales extremos, como la radiación y los efectos de los viajes espaciales. La industria de la salud y la belleza también está sacando partido de estas innovaciones, que van desde la liberación de productos medicinales a través de los tejidos, hasta los tejidos con propiedades hidratantes, perfumadoras y antienvejecimiento. Muchas prendas inteligentes, tecnologías portables (también llamadas wearables) y proyectos informáticos portables implican el uso de e-textiles.
Los textiles electrónicos son diferentes de la tecnología portable ya que están enfocados en la integración imperceptible de los elementos electrónicos en los textiles, como microcontroladores, sensores y actuadores. Además, no es necesario que los e-textiles sean portables. Por ejemplo, los e-textiles también se encuentran en el diseño de interiores.
El campo afín de la fibratrónica explora cómo las funcionalidades electrónicas y computacionales pueden integrarse en las fibras textiles.
Un nuevo informe de Cientifica Limited Market Research analiza los mercados de las tecnologías portables incorporadas en textiles, las empresas que las producen y las tecnologías que las hacen posibles. En el informe distinguen tres generaciones distintas de tecnologías textiles portables:
1. La «primera generación» lleva un sensor cogido a la prenda. Este enfoque lo están aplicando actualmente algunas marcas de calzado deportivo tales como Adidas, Nike y Under Armour.
2. Los productos de «segunda generación» incorporan el sensor en la vestimenta, como demuestran los productos actuales de Samsung, Alphabet, Ralph Lauren y Flex.
3. En los wearables de «tercera generación», la prenda es el sensor. Cada vez más empresas están creando sensores de presión, tensión y temperatura para este propósito.

Las futuras aplicaciones de los e-textiles podrían ser para diseñar productos deportivos y de bienestar, y para dispositivos médicos de monitorización del estado de los pacientes. Los textiles técnicos, la moda y el entretenimiento también serán aplicaciones importantes.

## Historia
Los materiales básicos necesarios para construir e-textiles, las fibras conductoras y los tejidos existen desde hace más de 1000 años. En particular, los artesanos llevan envolviendo láminas finas de metal, casi siempre de oro y plata, alrededor de hilos de tela desde hace siglos. Por ejemplo, muchos de los ropajes de la reina Isabel I de Inglaterra  fueron bordados con hilo de oro.
A finales del siglo XIX, a medida que la sociedad evolucionaba y se acostumbraba a los aparatos eléctricos, diseñadores e ingenieros comenzaron a combinar la electricidad con la ropa y la joyería, desarrollando una serie de collares, sombreros, broches y trajes iluminados y motorizados. Por ejemplo, a finales del siglo XIX, una persona podría contratar a mujeres jóvenes que portaban vestidos de noche tachonados de luces de la Electric Girl Lighting Company para brindar entretenimiento en una evento de cóctel.
En 1968, el Museum of Contemporary Craft (Museo de Artesanía Contemporánea) de la ciudad de Nueva York llevó a cabo una exposición innovadora llamada Body Covering que se centró en la relación entre la tecnología y la indumentaria. En la muestra contaron con trajes espaciales de astronautas, además de con ropa que podía inflarse y desinflarse, iluminarse y enfriarse. En esta colección destacaron especialmente la labor de Diana Dew, una diseñadora que creó una línea de moda electrónica que incluía vestidos de fiesta electroluminiscente y cinturones que podían hacer sonar sirenas de alarma.
En 1985, el inventor Harry Wainwright creó la primera sudadera completamente animada. La sudadera constaba de fibras ópticas, cables y un microprocesador para controlar los fotogramas individuales de la animación. Como resultado se podía visualizar un dibujo animado a color en la superficie de la sudadera. En 1995, Wainwright pasó a inventar la primera máquina que permitía integrar la fibra óptica en los tejidos, el procedimiento necesario para fabricar suficientes productos para el mercado de masas y, en 1997, contrató a un ingeniero de diseño de máquinas alemán, Herbert Selbach, de Selbach Machinery, para crear la primera máquina CNC (de control numérico computarizado) del mundo capaz de implantar automáticamente la fibra óptica en cualquier material flexible. A raíz de que les otorgasen en 1989 la primera de una docena de patentes basadas en maquinaria y pantallas LED/ópticas, el año 1998 entraron en producción las primeras máquinas CNC para producir trajes animados para los Parques Disney. Wainwright y David Bychkov, el CEO de Exmovere en ese momento en 2005, crearon las primeras chaquetas biofísicas de control de ECG con pantalla que empleaban pantallas LED/ópticas. Estas funcionaban mediante los sensores GSR (de la respuesta galvánica de la piel) incorporados en un reloj que se conectaba por Bluetooth al microprocesador de la pantalla lavable insertada en una chaqueta tejana y fueron expuestas en la Smart Fabrics Conference (Conferencia de Tejidos Inteligentes) celebrada en Washington D. C. el 7 de mayo de 2007. Además, Wainwright desveló otras tecnologías de tejidos inteligentes en dos conferencias Flextech Flexible Display que se celebraron en Phoenix (Arizona). En ellas, exhibieron pantallas digitales de infrarrojos con microprocesador incorporado en el tejido con función de Identification of Friend or Foe (IFF o identificación amigo-enemigo), las cuales fueron presentadas ante BAE Systems para su evaluación en 2006 y ganaron el premio «Mención honorífica» en el concurso «Diseña el futuro» organizado por la revista Tech Briefs de la NASA en 2010. El personal del MIT adquirió varias batas completamente animadas para que las llevasen puestas sus investigadores en sus manifestaciones de 1999 y así atraer la atención sobre su investigación de la «computadora portátil». El 5 de junio de 2012, Wainwright fue el encargado de hablar en la Textile and Colorists Conference (Conferencia de Textiles y Coloristas) de Melbourne, Australia, para la cual le solicitaron exponer sus creaciones de textiles que cambiaban de color usando cualquier teléfono inteligente, que indicaban la identidad del llamante en teléfonos móviles sin recurrir a una pantalla digital y disponían de características de seguridad WIFI para proteger los bolsos y objetos personales del hurto.
A mediados de los 90, un equipo de investigadores del MIT liderado por Steve Mann, Thad Starner y Sandy Pentland comenzó a desarrollar lo que denominaron computadoras portátiles. Estos dispositivos consistían en hardware informático tradicional que se acoplaba y se llevaba encima del cuerpo. En respuesta a los desafíos técnicos, sociales y de diseño a lo que se enfrentaban estos investigadores, otro grupo del MIT, que incluía a Maggie Orth y Rehmi Post, comenzó a investigar cómo se podrían integrar dichos dispositivos de forma más disimulada en la ropa y otros materiales flexibles. Entre otros descubrimientos, este equipo estudió la manera de integrar la electrónica digital mediante tejidos conductores y desarrolló un método para engarzar los circuitos electrónicos. Uno de los primeros wearables disponibles en el mercado usaba microcontroladores Arduino, de ahí que se llamara Lilypad Arduino, y también fue creado en el MIT Media Lab de Leah Buechley.
Algunas casas de moda, como CuteCircuit, están utilizando e-textiles para sus colecciones de alta costura y proyectos especiales. La camisa «Hug» de CuteCircuit permite al usuario enviar abrazos digitales mediante los sensores incorporados en la prenda.

## Introducción
El campo de los e-textiles puede dividirse en dos categorías principales:
- E-textiles con dispositivos electrónicos clásicos, tales como conductores, circuitos integrados, LEDs, OLEDs y baterías convencionales disimulados dentro de las prendas.
- E-textiles con componentes electrónicos integrados directamente en los sustratos textiles. Aquí se puede incluir tanto los componentes electrónicos pasivos, como conductores y resistencias, como los componentes electrónicos activos, como transistores, diodos y células solares.

La mayoría de los e-textiles están compuestos por fibras , tejidos y telas conductoras mientras el resto de los proveedores y los fabricantes utilizan polímeros conductores como poliacetileno y polifenileno vinileno (PPV).
La mayoría de las investigaciones y los proyectos comerciales sobre e-textiles son híbridos donde los componentes electrónicos incluidos en el textil están conectados a dispositivos o componentes electrónicos clásicos. Algunos ejemplos son los botones táctiles que se integran completamente en los materiales textiles mediante el uso de tejidos textiles conductivos, los cuales luego están conectados a dispositivos tales como reproductores de música o LEDS engarzados en redes de fibra conductora tejida para mostrar imágenes.
Se han integrado sensores táctiles para la monitorización tanto fisiológica como ambiental en textiles, incluidos el algodón, el Gore-Tex y el neopreno.

## Sensores
Los tejidos textiles inteligentes se pueden hacer a partir de materiales que van desde el algodón tradicional, el poliéster y el nailon, hasta el sofisticado Kevlar con funcionalidades integradas. En la actualidad, sin embargo, llaman la atención los tejidos con conductividad eléctrica. Los tejidos de conducción eléctrica se elaboran incrustando nanopartículas metálicas entre las fibras y telas tejidas. Las telas metálicas resultantes son conductoras, hidrofílicas y tienen superficies electroactivas altas. Estas propiedades las convierten en sustratos ideales para la biodetección electroquímica, la cual ha sido probada tras la detección de ADN y proteínas.
Se han desarrollado e investigado dos tipos de productos de monitorización sanitaria fabricados a partir de (tejidos) textiles inteligentes: tejidos con sensores electrónicos integrados en los textiles y tejidos que recubren los tradicionales sensores electrónicos. Demostraron que los tejidos pueden usarse para incorporar hilos conductores de electricidad en la tela y así obtener un textil que puede ser utilizado como una «placa base portable». Esta última permite conectar múltiples sensores en el cuerpo, como electrodos de gel de ECG, que mandan las señales a los receptores electrónicos. Una investigación posterior demostró que los hilos conductores pueden jugar un papel decisivo en la fabricación de sensores textiles hechos de tela o mallas metálicas revestidas de plata o fibras metálicas conductoras que se integren en el tejido.
Los estudios actuales sobre la fabricación de prendas con electrodos de detección para ECG se centran en dos enfoques generales:
- Funcionalización de las prendas terminadas o integración de componentes sensores en las prendas terminadas. Este enfoque implica la integración de electrodos acabados en prendas terminadas simplemente cosiendo los electrodos en los puntos adecuados de la prenda o utilizando técnicas de deposición para transferir los materiales funcionales en los lugares adecuados.
- Prendas no terminadas. La introducción de materiales inteligentes durante el proceso de fabricación de la ropa. Este enfoque durante el acabado implica el uso de técnicas de fabricación textil para confeccionar telas tejidas o no tejidas que integren materiales funcionales.[22]

Al igual que en la electrónica clásica, la incorporación de sistemas electrónicos en las fibras textiles requiere el uso de materiales conductores y semiconductores como un tejido conductor.  [cita requerida]  Hoy en día, existen una serie de fibras en el comercio que incluyen fibras metálicas combinadas con fibras textiles para confeccionar fibras conductoras que se pueden usar para bordar o coser. Sin embargo, debido a que tanto los metales como los semiconductores clásicos son materiales rígidos, no son muy adecuados para su uso con fibras textiles, ya que las fibras se ven sometidas a muchos estiramientos y flexiones durante su puesta. [cita requerida]
Una de las cuestiones más relevantes sobre los e-textiles es que las fibras deben poder lavarse. Por lo tanto, es necesario aislar los componentes eléctricos durante el lavado para evitar que se dañen.
Una nueva clase de materiales electrónicos más adecuados para los e-textiles es la clase de los materiales electrónicos orgánicos, ya que los hay conductores, además de semiconductores, y pueden ser transformados en tintas o plásticos. [cita requerida]
Algunas de las funciones más avanzadas que han sido probadas en el laboratorio incluyen:
- Transistores de fibra orgánica:[25][26] el primer transistor de fibra textil que es completamente compatible con la fabricación textil y que no contiene ningún metal.
- Fibras recubiertas de células solares orgánicas.[27]

En la actualidad, los e-Textiles, incluyendo textiles con Prendas o componentes inteligentes (Smart Garments) están siendo objeto de normalización internacional (ISO o IEC) o en los organismos europeos de normalización (CEN y CENELEC). Más información sobre los proyectos en elaboración y normas publicadas está disponible al público en los organismos de normalización (véase información en genorma.com sobre normas Europeas e Internacionales).

## Usos
- Monitorización de la salud mediante el control de los signos vitales como la frecuencia cardíaca, la frecuencia respiratoria, la temperatura, la actividad física y los cambios posturales.
- Recolección de datos durante el entrenamiento deportivo.
- Monitorización del personal que maneja materiales peligrosos
- Seguimiento de la posición y el estado de los soldados en acción.
- Aplicación militar: chaleco antibalas de Kevlar para soldados; si el usuario recibe un disparo, el material puede detectar el impacto de bala y enviar un mensaje de radio a la base.[28]
- Monitorización del estado de cansancio de un piloto o de un conductor de camiones.
- Diagnosticar las molestias en una persona amputada.
- Diseño de moda innovadora (tecnología portable).
- Disminuir o recobrar la percepción sensorial perdida de forma congénita o tras un accidente.